# پرآمونیاکی گذرای نوزادی
پُرآمونیاکی گذرای نوزادی (به انگلیسی: Transient Neonatal Hyperammonemia) نوعی اختلال با علت نامشخص است که معمولاً در نوزادان نارس دیده می‌شود ولی گاه می‌تواند بدون علامت باشد.

## علائم بالینی
- زمان تولد: طبیعی.
- دوره نوزادی: معمولاً در چند روز اول زندگی تظاهر می‌کند و علائم آن مانند حالات شدید نقائص چرخه اوره است که حتی ممکن است کشنده باشد. اما اگر بیمار با انجام اقدامات اورژانس در ۵ روز اول عمر زنده بماند، این اشکال رفع شده و پیش آگهی آن خوب است.

## نقص آنزیمی
ناشناخته.

## روش تشخیص
- خون: آمونیاک بالا.
- اسیدهای آمینه پلاسما: سیترولین طبیعی یا بالا.
- اسید اوروتیک ادرار: طبیعی.

## درمان
- توقف مصرف پروتئین، تجویز آب و الکترولیتهای کافی به صورت داخل وریدی همراه با تجویز گلوکز.
- تجویز بنزوات سدیم و فنیل استات سدیم برای دفع ازت زائد.
- تجویز آرژنین و اورنیتین برای پیشبرد چرخه اوره.
- تعویض خون تا آماده شدن همودیالیز.